# Rakítnoie (Primórie)
|  | Per a altres significats, vegeu «Rakítnoie». |

Rakítnoie (en rus: Ракитное) és un poble del krai de Primórie, a l'Extrem Orient de Rússia, que en el cens del 2010 tenia 1.232 habitants. Pertany al districte rural de Dalnerétxenski.